# Пенне, Дарио
Да́рио Пе́нне (итал. Dario Penne; 17 февраля 1938, Триест — 15 февраля 2023, Рим) — итальянский актёр, актёр озвучивания и дубляжа, режиссёр дубляжа и озвучивания.
Дарио Пенне был успешным итальянским актёром, одним из величайших представителей итальянского дубляжа, чья карьера длилась более пяти десятилетий.
В течение многих лет был официальным итальянским голосом голливудских актёров: Энтони Хопкинса, Майкла Кейна, Томми Ли Джонса, Кристофера Ллойда, Гэри Олдмана и др. Также он озвучивал робота Бендера в итальянской версии мультфильма «Футурама».

## Биография
Родился 17 февраля 1938 года в Триесте.
Начал актёрскую карьеру в Милане с легендарным Джорджо Стрелером. Затем переехал во Флоренцию и, наконец, в Рим, где он начал с того, что озвучивал англо-саксонских актёров второго плана в европейских постановках.
В 1970-х годах вместе с другими коллегами создал дубляжную компанию DEFIS, затем работал в CVD и Кооперативе дублёров фильмов.
До того, как стать признанным мастером озвучивания, он сделал успешную карьеру в театре и на радио. На счету артиста сотни фильмов, сериалов и анимационных шоу.
Наиболее известен тем, что был официальным итальянским голосом голливудских актёров: Энтони Хопкинса, Майкла Кейна в роли Альфреда Пенниворта в трилогии Тёмный рыцарь Кристофера Нолана, Кристофера Ллойда в роли Эммета Брауна в последних двух частях трилогии Назад в будущее. Кто подставил кролика Роджера, Томми Ли Джонса в роли агента Кей в трилогии «Люди в чёрном», Алана Рикмана в роли Майкла Коллинза, Гэри Олдмана в роли Дракулы Брэма Стокера, Джеймса Кромвеля в телесериале «Американская история ужасов: Убежище Дональда Сазерленда», в мини-сериале «Столпы Земли» и робота Бендера в итальянской версии мультфильма «Футурама», созданного Мэттом Гроунингом (отцом «Симпсонов»).
Участвовал в 2007 году в переозвучивании как «Крестного отца», озвучивая Джека Вольца (Джона Марли), так и «Крестного отца — Часть II» озвучивая Хьюмана Рота (Ли Страсберг).
Он также озвучил персонажа-робота Сентинела Прайма в фильме Трансформеры 3 (в оригинале его озвучил Леонард Нимой).
Дарио Пенне скончался 15 февраля 2023 года, за два дня до своего 85-летия.

## Семья
Был женат на Иване Феделе (итал. Ivana Fedele), ассистентке дубляжа.

## Творчество

### Фильмография

#### Кинофильмы
- 1973 — У меня нет времени / Non ho tempo[2]
- 1990 — Злая жизнь / Una vita scellerata[2]
- 1992 — Синяя ночь / Blu notte — Frank[13]
- 1996 — Граница / La frontiera — Capitano [14]

#### Телефильмы (избранные)
- 1967 — Обручённые[15] (телесериал)
- 1971 — Под пристальным взглядом звёзд[16] (телесериал)
- 1974 — У Тихого Дона ─ Чернышевский[17] (телесериал)
- 1980 — Наследство настоятельницы / L’eredità della priora[18](телесериал)
- 2008 — Дон Маттео[19] — (6 сезон, 15 серия)

### Дубляж и закадровое озвучивание

#### Фильмы (избранное)
Энтони Хопкинс
- 1990 — Часы отчаяния — Тим Корнелл[20]
- 1991 — Молчание ягнят — Ганнибал Лектер[21]
- 1997 — Амистад — Джон Куинси Адамс[22]
- 2001 — Ганнибал — Ганнибал Лектер[23]
- 2002 — Красный дракон ─  Ганнибал Лектер [24]
- 2020 — Отец — Энтони

### Анимационные фильмы (избранное)
- 1991 ─ Эдди и Банде Яркого Солнца ─ Большая Сова[25]
- 1994 ─ Повелитель страниц ─ Замечательное приключение ─ Повелитель страниц[26]
- 1999 ─ Южный парк: Большой, длинный и необрезанный ─ Президент Билл Клинтон[27]
- 2001 ─ Кошки против собак ─ Бутч[28]
- 2003 ─ В поисках Немо ─ Дантист[29]
- 2004 ─ Барби: Принцесса и нищенка ─ Преминджер[30]
- 2005 ─ Барби и сказочное королевство ─ Квилл[31]
- 2005 ─ Барби и волшебство Пегаса ─ Феррис[32]
- 2003 ─ Синдбад - Легенда семи морей ─ Лука[33]
- 2006 ─ Рога и копыта ─ Майлз[34]
- 2006 ─ Гадкий утёнок и я[35]
- 2009 ─ 9 ─ 2[36]
- 2007 ─ Рататуй ─ Джанго[37]
- 2007 ─ Золушке и гномы 007 ─ Волшебник[38]
- 2008 ─ Приключениях мышонка Десперо ─ Ховис[39]
- 2009 ─ Рождественская история ─ Джо[40]
- 2010 ─ Эврика-7 ─ Аксель Тёрстон[41]
- 2010 ─ Альфа и Омега ─ Тони[42]
- 2011 ─ Ледниковый период: Гигантское Рождество[43]
- 2017 ─  Рождественские герои ─ Ирод[44]
- 2020 ─ Мусор - Легенда о волшебной пирамиде[45]

### Мультфильмы (избранное)
- 1993 ─ 1995 ─ Приключениях маленького леса ─ Кот егеря[46]
- 1996 ─ 1999 ─ Джуманджи ─ Ван Пелт[47]
- 1996 ─ 2011 ─ Гаргульи - Пробуждение героев ─ Макбет[48]
- 1997 ─ 2001 ─ Люди в черном ─ Агент К[49]
- 2000 ─ 2001, 2008 ─ Небеса Эскафлона ─ Император Донкирк[50]
- 2000 ─ 2022 ─ Футурама ─ Бендер[4], Флексо[51] и Билли Уэст[51]
- 2000 ─ 2022 ─ Южный парк ─ Агент Барбрэди[52]
- 2003 ─ 2013 ─ Великий учитель Онидзука ─ Хироши Утиямада[53]
- 2004 ─ 2009 ─ Доктор Эггман в Sonic X[54]
- 2005 ─ 2010 ─ Аватар: Легенда об Аанге ─ Аватар Року[55]
- 2006 ─ 2008 ─ Мой друг –обезьяна[56]
- 2007 ─ Рататуй ─ Джанго[37]
- 2007 ─ Конан — мальчик из будущего (второе издание) ─ Патч[57]
- 2015 ─ Атака Титанов ─ Даллис Закли[58]
- 2018 ─ Кроличий холм ─ Генерал Дурман[3]

### Видеоигры
- 2003 — Футурама ─ Бендер
- 2003 — Охотники за привидениями — Сэр Уильям Хоксмур
- 2005 — Бэтмен: Начало — Альфред Пенниуорт
- 2011 —Тачки 2 — Финн Макмиссайл
- 2012 — Epic Mickey 2: The adventure of Mickey and Oswald — Разнорабочий Грин

### Аудиокниги
- 2015 — «Прогулка» Генри Дэвида Торо[43] . Полноцветные звуковые издания - Рим
- 2010 — «Портрет Дориана Грея» Оскара Уайльда[43]
- 2016 — «Гордость и предубеждение» Джейн Остин[43]. Живые книги

## Награды
- 2010 ─ приз за лучшую мужскую роль второго плана на Международном Гран-при дубляжа (за голос Бена Кингсли в фильме Остров проклятых)[6]
- Серебряная лента
  - 2021 ─ Лучший мужской голос за озвучивание Энтони Хопкинса в фильме Отец - Все не так, как кажется
- Международный фестиваль дубляжа "Голоса в тени"
  - 2019 - Премия «Клаудио Г. Фава» за выдающийся вклад в развитие и заслуги перед жанром[6].